# Against the Current
Against The Current (as vezes abreviado como ATC) é uma banda americana de rock originada em Poughkeepsie, no estado de Nova Iorque, formada em 2011. O grupo consiste da vocalista Chrissy Costanza, o guitarrista Dan Gow e o baterista Will Ferri. A banda surgiu no cenário musical inicialmente fazendo covers de canções famosas no YouTube.
O primeiro EP da banda, Infinity, foi lançado em maio de 2014, de forma independente. Um outro EP, Gravity, foi liberado em 17 de fevereiro de 2015. Em seguida, eles assinaram com a gravadora Fueled by Ramen e então lançaram seu primeiro álbum de estúdio, In Our Bones, liderado em 20 de maio de 2016. Um segundo álbum, Past Lives, foi lançado em 28 de setembro de 2018.

## História

### Antecedentes e origens
A banda Against The Current foi formada no início de 2011 por Dan Gow, Will Ferri e Jeremy Rompala e mais tarde se juntou a Chrissy Costanza no verão de 2011, após ser apresentado a Gow, Ferri e Rompala através de um amigo em comum. Joe Simmons foi convidado para ocupar o lugar de baixista, mas mais tarde se juntou à banda após deixar sua antiga banda.
O grupo alcançou uma quantidade considerável de fama no YouTube depois de postar covers de várias músicas enquanto trabalhava com outros artistas cover conhecidos do YouTube.

### Histórico musical
Em 27 de maio de 2014, Against The Current lançou seu primeiro EP, Infinity, de forma independente por meio de distribuição online. O Infinity EP alcançou a 28ª posição nos álbuns Heatseekers. Eles começaram a turnê de apoio ao lançamento do Infinity durante a maior parte de 2014. Depois de várias turnês, eles entraram em estúdio para gravar seu segundo EP, Gravity, que foi lançado em 17 de fevereiro de 2015. O EP trazia seis músicas, e incluía um convidado aparição do Taka do ONE OK ROCK na música "Dreaming Alone". Poucas semanas após o lançamento de Gravity, Against The Current anunciou que havia sido assinado pela gravadora Fueled By Ramen em 4 de março de 2015. O EP Gravity alcançou quatro paradas da revista Billboard, enquanto alcançou o pico nas paradas Alternative Albums, Independent Albums, Rock Albums e Heatseekers Albums, chegando a 23, 27, 36 e 4, respectivamente.
Em 22 de maio de 2015, a banda anunciou sua primeira turnê como atração principal de divulgação do Gravity EP, chamada Gravity World Tour. A turnê durou 4 meses (agosto de 2015 a novembro de 2015), e incluiu paradas em vários continentes, incluindo América do Norte, Ásia e Europa.
Em 1 de agosto de 2015, Against the Current anunciou que eles haviam terminado de gravar seu primeiro álbum completo. Em 6 de fevereiro de 2016, Against the Current anunciou o nome de seu próximo álbum, In Our Bones, bem como a data de lançamento, 20 de maio de 2016. Seu primeiro álbum de estúdio, In Our Bones, foi chamado de "perfeição pop-rock" pela Alternative Press.
Em 14 de setembro de 2017, Against The Current colaborou com a Riot Games para criar o single "Legends Never Die" para o Campeonato Mundial de League of Legends 2017, publicado no canal da Riot Games no YouTube. Em 4 de novembro de 2017, Against The Current se apresentou ao vivo nas cerimônias de abertura e encerramento do Campeonato Mundial de League of Legends de 2017.
Em 11 de maio de 2018, Against The Current lançou dois singles, "Strangers Again" e "Almost Forgot", do álbum Past Lives, que foi lançado em 28 de setembro de 2018. Em 17 de agosto de 2018, a banda lançou o single "Personal" . O single "Voices" foi lançado em 14 de setembro de 2018.
Em 28 de outubro de 2020, a banda lançou sua nova música "That Won't Save Us", seguida por um segundo single, "Weapon", em 10 de março de 2021. Eles foram seguidos por uma terceira música "again & again". " ft. Guardin em 23 de junho de 2021. O primeiro EP da banda desde "Gravity" de 2015 chamado "fever" foi lançado em 23 de julho de 2021.
Em 10 de janeiro de 2022, Against The Current colaborou com League of Legends European Championship para uma música chamada "Wildfire", com os casters Vedius e Drakos como vocais convidados, que faz parte de uma promoção para a temporada de primavera de 2022 de League of Legends.
Em 14 de fevereiro de 2023, Against The Current anunciou a sua Tour na América Latina e o Brasil estava na lista pela primeira vez! O show ocorrereu em São Paulo no dia 14 de setembro de 2023 na casa de show Fabrique Club.

## Estilo musical
A música de Against the Current é descrita como pop rock, pop-punk, rock alternativo e synth-pop. Em seu segundo álbum Past Lives, a banda se afasta do pop punk; em entrevista à Billboard, Costanza raciocina "Somos todos grandes fãs de música pop; esta é definitivamente a direção que sempre quisemos seguir. Neste álbum, finalmente fomos destemidos e mudamos de pele. Queríamos criar música que refletia nossas personalidades agora e também quem queríamos ser."

## Integrantes
Atuais membros

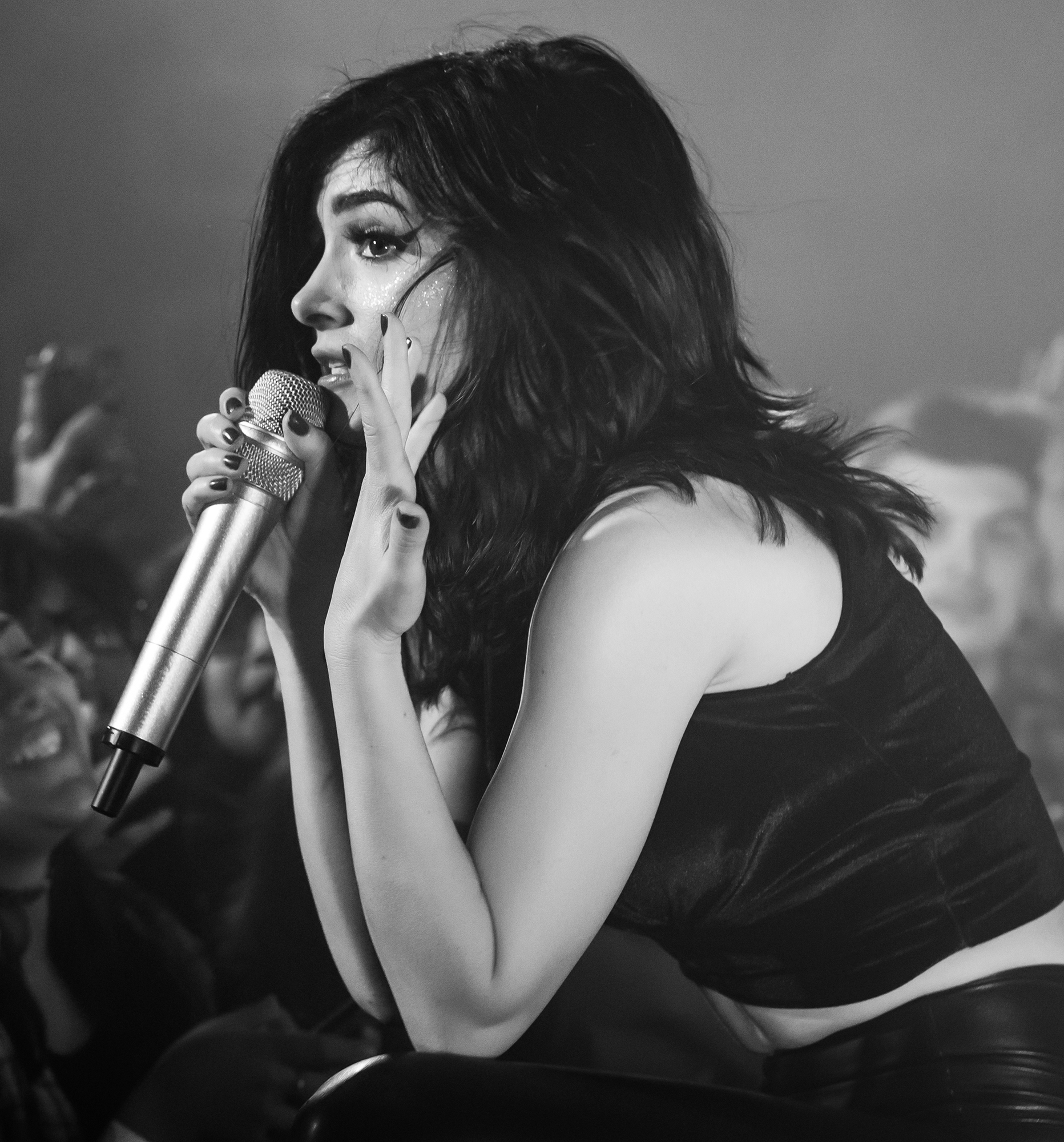
A vocalista Chrissy Costanza

- Christina Costanza (Chrissy) – vocalista (2011–presente)
- Daniel Gow (Dan) – guiterra, backing vocal (2011–presente)
- William Ferri (Will) – bateria, backing vocal (2011–presente)

Ex-membros
- Jeremy Rompala – guitarra rítmica, piano (2011–2014)
- Joe Simmons – baixo, backing vocal (2011–2014; em turnê 2014–2016)

Membros de turnê
- Roo Buxton – guitarra rítmica, teclados, backing vocal (2015–2018)
- Jordan Eckes – baixo, violão, teclados, backing vocal (2016–presente)[10]

## Discografia

### Álbums de estúdio
| Título                                                           | Detalhas                                                                                           | Melhor posição | Melhor posição | Melhor posição | Melhor posição | Melhor posição | Melhor posição | Melhor posição |
| Título                                                           | Detalhas                                                                                           | EUA            | EUA Alt        | EUA Rock       | EUA Heat       | CAN            | JAP            | UK             |
| ---------------------------------------------------------------- | -------------------------------------------------------------------------------------------------- | -------------- | -------------- | -------------- | -------------- | -------------- | -------------- | -------------- |
| In Our Bones                                                     | - Lançamento: 20 de maio de 2016 - Gravadora: Fueled by Ramen - Formatos: CD, download digital     | 181            | 15             | 20             | 2              | 83             | 66             | 28             |
| Past Lives                                                       | - Lançamento: 28 de setembro de 2018 - Gravadora: Fueled by Ramen - Formatos: CD, download digital | —              | —              | —              | —              | —              | 185            | 86             |
| "—" Denota que a canção não entrou na tabela musical deste país. | |                |                |                |                |                |                |                |

### Extended plays
| Título                                                           | Detalhes                                                                                          | Melhor posição | Melhor posição | Melhor posição | Melhor posição | Melhor posição |
| Título                                                           | Detalhes                                                                                          | EUA Alt        | EUA Ind        | EUA Rock       | EUA Heat       | JPN            |
| ---------------------------------------------------------------- | ------------------------------------------------------------------------------------------------- | -------------- | -------------- | -------------- | -------------- | -------------- |
| Infinity                                                         | - Lançamento: 27 de maio de 2014 - Gravdora: Self-released - Formatos: CD, download digital       | —              | —              | —              | 28             | —              |
| Infinity (The Acoustic Sessions)                                 | - Lançamento: 27 de novembro de 2014 - Gravadora: Self-released - Formato: Download digital       | —              | —              | —              | —              | —              |
| Gravity                                                          | - Lançamento: 17 de fevereiro de 2015 - Gravadora: Self-released - Formatos: CD, download digital | 23             | 27             | 36             | 4              | 33             |
| Gravity (The Acoustic Sessions, Vol. II)                         | - Lançamento: 10 de julho de 2015 - Gravadora: Self-released - Formato: Download digital          | —              | —              | —              | —              | —              |
| Fever                                                            | - Lançamento: 23 de julho de 2021 - Gravadora: Fueled by Ramen - Formatos: Download digital       | —              | —              | —              | —              | —              |
| "—" Denota que a canção não entrou na tabela musical deste país. |                                                                                                   |                |                |                |                |                |

### Singles
| Ano  | Título                          | Álbum          |
| ---- | ------------------------------- | -------------- |
| 2012 | "Thinking"                      | Somente single |
| 2013 | "Closer, Faster"                | Infinity (EP)  |
| 2013 | "Guessing"                      | Somente single |
| 2014 | "Gravity"                       | Gravity (EP)   |
| 2015 | "Outsiders"                     | Somente single |
| 2015 | "Talk"                          | Gravity (EP)   |
| 2016 | "Running with the Wild Things"  | In Our Bones   |
| 2016 | "Runaway"                       | In Our Bones   |
| 2016 | "Wasteland"                     | In Our Bones   |
| 2016 | "Young & Relentless"            | In Our Bones   |
| 2017 | "Legends Never Die"             | Somente single |
| 2018 | "Almost Forgot"                 | Past Lives     |
| 2018 | "Strangers Again"               | Past Lives     |
| 2018 | "Personal"                      | Past Lives     |
| 2018 | "Voices"                        | Past Lives     |
| 2020 | "That Won't Save Us"            | fever          |
| 2020 | "That Won't Save Us (Acoustic)" | Somente single |
| 2021 | "Weapon"                        | fever          |
| 2021 | "Again&Again"                   | fever          |
| 2022 | "Wildfire"                      | Somente single |
| 2022 | "Blindfolded"                   | Somente single |
| 2023 | "Good Guy"                      | Somente single |
| 2023 | "Silent Stranger"               | Somente single |